# ФК Изолатор Богухвала
Изолатор Богухвала (пољ. Zakładowy Klub Sportowy Izolator przy Zakładach Porcelany Elektrotechnicznej ZAPEL S.A. Boguchwała) је професионални фудбалски клуб из пољског градића Богухвала. Током `80 година је наступао у III лиги, прошле сезоне (2007/08) се такмичио у IV пољској лиги и завршио је на првом месту, са 13 бодова предности над другопласираном екипом, тако да у сезони (2008/09) поново се такмичи у III лиги. Основан је 1944. године и наступа у карактеристичним зеленим дресовима. Његов матични стадион је Изо Арена која је свечано отворена 17. септембра 2007. године међународном утакмицом селекција Пољске и Румуније за дечаке млађе од 16 година.

## Галерија
- Изо Арена